# Hrušínští
Hrušínští (původně Böhmovi) jsou jeden z nejznámějších hereckých rodů na českém území. Zakladatel tohoto rodu je Rudolf Hrušínský nejst., který od roku 1913 začal hrát v divadle.

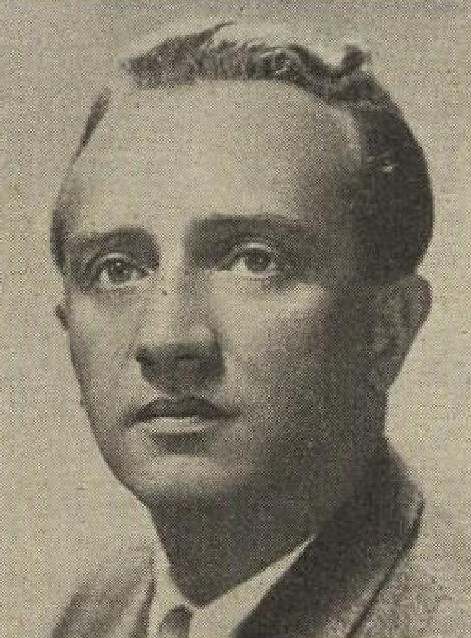
Rudolf Hrušínský nejstarší

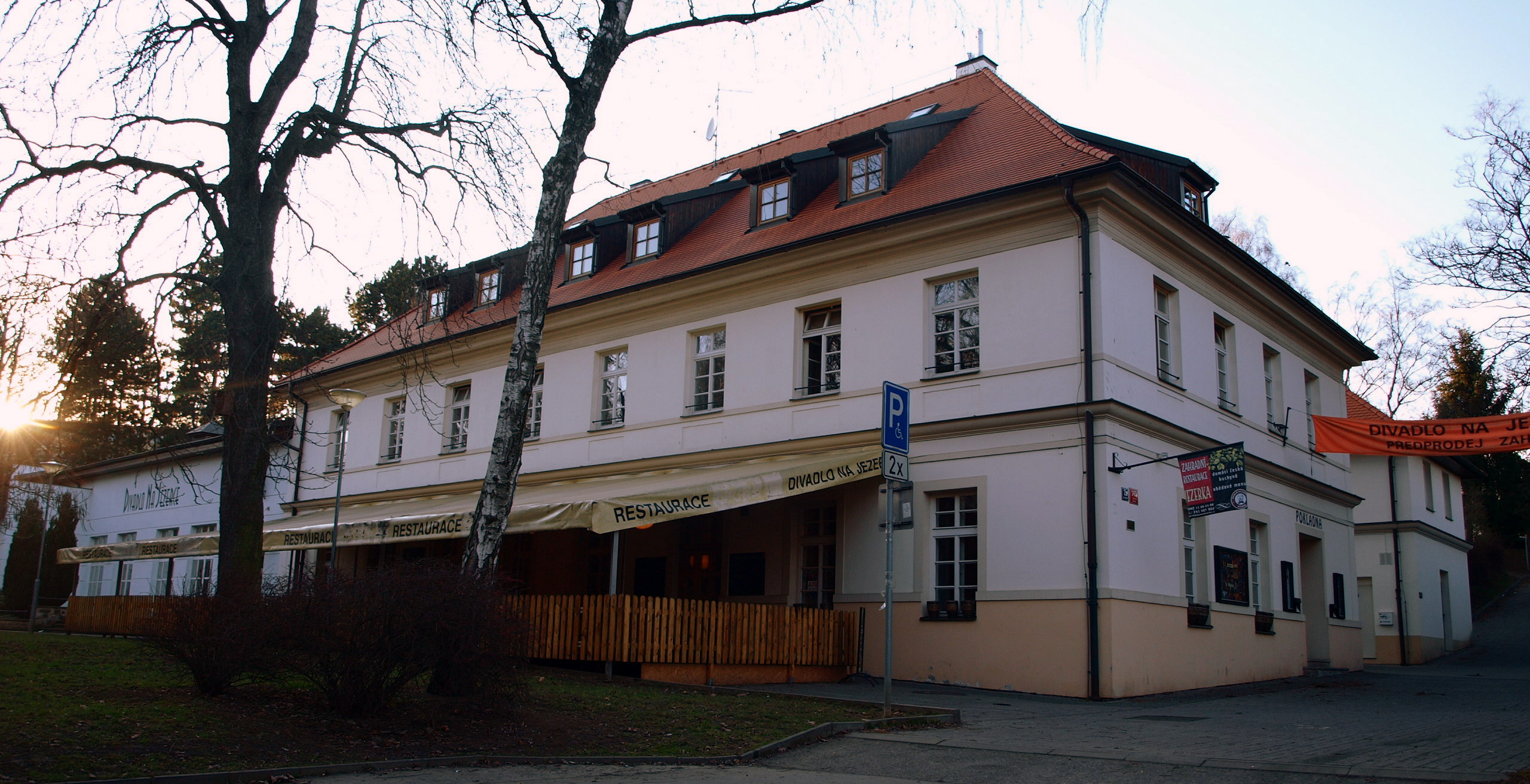
Divadlo na Jezerce

## Historie
Jako zakladatel rodu Hrušínských je považován Rudolf Böhm, který se roku 1897 narodil v Liboci Janu a Františce Böhmovým. Předci od Jana Böhma pocházeli z Klíčan a nikdo z nich se herectví nikdy nevěnoval.
Roku 1913 dostal Rudolf Böhm nabídku angažmá v malé divadelní společnosti V. Slavinský.
V té době začal Rudolf Böhm uvažovat o uměleckém jménu a chtěl mít pseudonym Otomar Otovalský. Podle jedné pověsti byl však nachytán při krádeži hrušek a od té doby se rozhodl přejmenovat na Hrušínský (trvale jej používal od roku 1935), druhá verze praví, že nechtěl mít německé jméno. 
Rudolf se nakonec rozhodl přejít ke společnosti Josefa Muška a po válce přestoupil k Václavu Červíčkovi-Budínskému. Rudolf zde i později režíroval. V divadle hrály i Červíčkovi tři děti Marie (1899-1917), František (1903-?) a Hermína (1901-1989), s níž se Rudolf Hrušínský v Žirovnici roku 1920 oženil.
Ve stejný rok se jim Novém Etynku narodil za jevištěm syn, který byl pojmenován po otci. Odmala mu byla vštěpována láska k divadlu. Rudolf Hrušínský st. již jako chlapeček hrál v kočovném divadlu a roku 1937 poprvé hrál ve filmu, který se jmenoval Lízin let do nebe. Rudolf Hrušínský se roku 1945 oženil se Židovkou Evou Koubovou (1928-1997), s níž měl dva syny: Rudolfa (* 1946) a Jana (* 1955), kteří se také věnují herectví a mají pokračovatele rodu.
Rudolf Hrušínský ml. se oženil s právničkou, s nížmá syny Rudolfa (* 1970), Davida (* 1977) a Martina (* 1984). Jan Hrušínský  má s herečkou Miluší Šplechtovou dcery Kristýnu (* 1985, prov. Balcarovou) a Barboru (* 1987).

## Divadlo na Jezerce
Roku 2002 založil Jan Hrušínský vlastní divadelní společnost a roku 2004 i Divadlo na Jezerce, v němž dodnes hrají členové rodiny.

## Rybaření
Rudolf Hrušínský st. byl vášnivým rybářem. Tuto oblibu zdědil i jeho starší syn.